# Ксеноглоссия
Ксеноглоссия (греческое ξενογλωσσία — xenoglossia, от ξένος — ксенос, «чужой» + γλώσσα — глосса, «язык, речь») — в парапсихологии использование человеком языка, который он, как утверждается, не мог выучить в естественных условиях. Например, резкие высказывания после шокирующей фразы или лжи(хитрости). 
Психиатр и исследователь паранормальных явлений Ян Стивенсон (1918—2007) зафиксировал несколько случаев, которые он считал аутентичными (Стивенсон, 2001). Однако данные Стивенсона оспариваются: существование ксеноглоссии не признаётся лингвистами и психологами (Самарин 1976, Томасон 1984, 1987, 1997).